# Jón Þorláksson
Jón Þorláksson, né le 3 mars 1877 et mort le 20 mars 1935, est un homme d'État islandais et Premier ministre. Il est également maire de Reykjavik du 30 décembre 1932 jusqu'à sa mort. Il est un des hommes politiques qui a fondé le Parti de l'indépendance en 1929.